# Попов, Иван Иванович (футболист)
Ива́н Ива́нович Попо́в (род. 6 августа 1973, Караганда, Казахская ССР, СССР) — советский, российский и казахский футболист. Выступал за сборную Казахстана.

## Карьера
Клубная
Воспитанник карагандинского футбола, также занимался в спортинтернате в Алма-Ате. В 1990 году дебютировал во Второй лиге СССР за карагандинский «Шахтёр». Провёл в команде три сезона, в том числе в первом сезоне чемпионата Казахстана в 1992 году сыграл 7 матчей. В 1993 году перешёл в «Носту». Всего за новотроицкую команду отыграл в первенствах России 12 сезонов, в 272 матчах забил 4 мяча. В 2000 году выступал в Первой лиге Казахстана за «Мангыстау». В 2002—2003 годах защищал цвета «Газовика». Завершил карьеру в 2006 году.
В сборной
4 октября 1997 года провёл свой единственный матч за сборную Казахстана в отборочном турнире чемпионата мира 1998 года против сборной Японии (1:1).
Административная
В 2007—2009 годах являлся начальником «Носты».

## Достижения
- Серебряный призёр Первой лиги Казахстана: 2000
- Победитель Второго дивизиона России (2): 1999 (зона «Урал»), 2006 (зона «Урал-Поволжье»)
- Серебряный призёр Второго дивизиона России (2): 1993 (6-я зона), 2008 (зона «Урал»)
- Бронзовый призёр зоны «Урал-Поволжье» Второго дивизиона России (2): 2004, 2005